# André Presser
Andries Jacob (André) Presser (12 september 1933 – Voorburg, 3 april 2014) was een Nederlands musicus. Van 1960 tot 2010 dirigeerde hij duizenden balletvoorstellingen overal ter wereld.
Presser begon zijn muzikale loopbaan in 1957 als pianist van Het Nationale Ballet van Sonia Gaskell. Toen de vaste dirigent Anton Kersjes in 1960 niet beschikbaar was voor een tournee naar Barcelona, volgde Presser hem op. Hij leidde het orkest tot 1976, toen hij in conflict raakte met zijn orkestleden. Die vonden dat hij in artistiek opzicht te veel toegaf aan de choreografen.
Presser zette zijn carrière voort op de internationale podia. Van 1978 tot 1992 was hij dirigent bij het ballet van de Opera van Zürich, en vervolgens tot 2003 van de Bayerische Staatsoper in München. Daarnaast en daarna leidde hij als gastdirigent vele galavoorstellingen van onder andere de Opera de Paris, het Boston Ballet, de Wiener Staatsoper, het Hamburg Ballett, het Staatsballet Berlin, het Stuttgart Ballet en Les Ballets de Monte Carlo . Hij werkte met grootheden als Rudolf Nurejev, Margot Fonteyn, Galina Samsova, Birgit Keil, Patricia Neary en Egon Madsen. Op 23 maart 2010 nam hij in Hamburg afscheid van het balletpubliek en werd benoemd tot Ridder in de Orde van de Nederlandse Leeuw. De dirigent Jaap van Zweden volgde privé lessen orkestdirectie bij Presser. 